# Wendy Richard
Wendy Richard (MBE ; membre de l'Ordre de l'Empire britannique), née Wendy Emerton le 20 juillet 1943 à Middlesbrough et décédée le 26 février 2009, est une actrice anglaise, connue pour ses rôles à la télévision en tant que Miss Shirley Brahms dans la sitcom de la BBC Are You Being Served ? de 1972 à 1985, et Pauline Fowler sur le feuilleton EastEnders de 1985 à 2006.
Elle a joué Joyce Harker dans The Newcomers de 1967 à 1969. Wendy Richard a ensuite joué dans deux films Carry On. Dans la série télévisée Dad's Army, elle était la petite amie du soldat Walker, avant d'être choisie pour le rôle de Miss Brahms dans Are You Being Served? apparaissant dans les 69 épisodes de 1972 à 1985. Elle a également repris le rôle dans la suite de la série Grace and Favor en 1992 et 1993.
Après la fin de Are You Being Served?, Wendy Richard a joué le rôle de Pauline Fowler dans le premier épisode d’EastEnders, un rôle principal qu'elle a joué dans plus de deux mille épisodes jusqu'à son départ en 2006. Elle a reçu un MBE en 2000 et, en 2007, elle a reçu le « Lifetime Achievement Award » aux British Soap Awards pour son rôle dans EastEnders.
Après avoir quitté EastEnders, Wendy Richard a continué à apparaître à l'écran jusqu'à sa mort en 2009. Elle a été mariée quatre fois. Elle a reçu un diagnostic de cancer du sein en 1996 ; la maladie est revenue en 2002 et de nouveau en 2008 ; cette fois, il s'était propagé dans tout son corps. Wendy Richard a réalisé un documentaire détaillant les derniers mois de sa vie avant sa mort en février 2009.

## Biographie

### Enfance et formation
Wendy Emerton, fille unique, est née le 20 juillet 1943 à Middlesbrough. Ses parents, Henry et Beatrice Reay (née Cutter) Emerton, étaient des publicains et dirigeaient le Corporation Hotel de la ville. Emerton et Cutter se sont mariés à Paddington, Londres en 1939. Alors que Wendy était bébé, sa famille a déménagé à Bournemouth. La famille a ensuite déménagé sur l'île de Wight, puis à Londres et a dirigé la Shepherds Tavern, Shepherd Market, Mayfair où Elizabeth Taylor et Antony Armstrong-Jones, 1er comte de Snowdon auraient été clients. Wendy Richard a profité de plusieurs vacances en famille à Jersey et à Blackpool avant de fréquenter l'école locale, St. George's Hanover Square Primary, mais son éducation a été interrompue lorsque sa famille a déménagé à nouveau, cette fois à l'hôtel Valentine à Gants Hill, Essex. Un autre déménagement, au Streatham Park Hotel, Streatham au sud de Londres, a suivi quelques mois plus tard. C'est là, en décembre 1954, que le père de Richard s'est suicidé. Wendy Richard, alors âgé de 11 ans, a retrouvé son corps. Sa mère Béatrice ne s'est jamais remariée et est décédée d'un cancer du foie en mai 1972.
Elle a été inscrite à la Royal Masonic School for Girls de Rickmansworth après la mort de son père, car Henry avait été franc-maçon et l'organisation a participé aux frais de scolarité. Elle trouvait l'école excessivement stricte et sa maîtresse d'art qualifiait ses peintures et ses dessins d'« affectés, un peu comme elle ». Wendy Richard rêvait de devenir une scripte ou une star de cinéma depuis son plus jeune âge et, après avoir quitté l'école à 15 ans, a aidé à payer son chemin à travers l'Italia Conti Academy of Theatre Arts à Londres en travaillant dans le département de la mode du grand magasin Fortnum & Mason. Elle a brièvement travaillé chez Fenwicks mais a été licenciée au bout de deux jours pour avoir dit à un client qu'un manteau ne lui convenait pas après que le client lui ait demandé son avis. C'est à ce moment-là qu'elle a décidé de changer son nom de famille en Richard, car « c'était court et soigné ». Pendant son séjour à l'Italia Conti, Wendy Richard est devenu mannequin et a décroché plusieurs emplois de mannequin pour des magazines tels que Woman's Own. Toujours à l'école de théâtre, elle a été renversée par une voiture en traversant la route devant l'école Italia Conti. Ses blessures étaient si graves que son amie a téléphoné à sa mère depuis l'hôpital en pensant qu'elle était morte. Elle a dû avoir trente-trois points de suture à la tête. Elle a fait ses débuts à la télévision en novembre 1961 lorsqu'elle est apparue aux côtés de Mandy Rice-Davies avec Sammy Davis, Jr. dans l'émission de variétés ATV Saturday Spectacular.

### Carrière
À la sortie de l'école d'art dramatique, Wendy Richard a écrit à des agents de théâtre dans l'espoir d'être embauchée, dont Robert Stigwood. En 1962, sa voix distincte avec son accent cockney l'a aidée à se hisser au premier rang du classement des singles britanniques avec le single Come Outside de Mike Sarne, dirigé par Stigwood. Cela a été suivi de nombreuses apparitions promotionnelles qui l'ont révélée aux téléspectateurs.
Forte du succès de Come Outside, Wendy Richard a été embauchée par l'agence Lom Artists et son premier rôle avec son nouvel agent a été dans la sitcom Bulldog Breed avec Amanda Barrie pour Granada Television avant de jouer le rôle de Susan Sullivan, une réceptionniste, dans cinq épisodes de Harpers West One, une série dramatique télévisée de VTT sur un grand magasin fictif. Richard est ensuite apparu dans des séries telles que Destination Danger, No Hiding Place, Hugh and I et The Contact with John Hurt. En 1965, elle est apparue dans un épisode de la série originale Likely Lads en tant que vendeuse de produits de nettoyage domestique appelée Lynn. Wendy Richard apparaît également dans une scène coupée de la version publiée du film Help des Beatles ! (1965). Elle a également eu un petit rôle d'infirmière dans Doctor in Clover (1966).
Wendy Richard est devenue familière pour les téléspectateurs en 1967 en jouant la caissière adolescente Joyce Harker, un personnage récurrent, dans The Newcomers jusqu'à la fin de l'émission en 1969. Après la fin de The Newcomers, Wendy Richard a eu un rôle récurrent en tant qu'Edith Parish, la petite amie ouvreuse du soldat Walker dans Dad's Army de 1970 à 1973, et a joué des rôles dans plusieurs séries télévisées, dont Up Pompeii!, s'il vous plait Monsieur ! et On the Buses avant d'apparaître dans Both Ends Meet, une sitcom sur une fabrique de saucisses avec Dora Bryan.
De 1972 à 1985, Wendy Richard était un membre régulier de la distribution de la sitcom Are You Being Served? dans le rôle de Shirley Brahms, une jeune vendeuse séduisante avec un fort accent Cockney. Situé dans le département des vêtements pour femmes et hommes du grand magasin fictif Grace Brothers, Mlle Brahms étant sous l'œil de Mme Slocombe et faisant l'objet des avances du junior de vêtements pour hommes de M. Lucas. Wendy Richard a ensuite repris son rôle dans Are You Being Served? suite Grace &amp; Favor, diffusée de 1992 à 1993.
Wendy Richard est apparue dans deux films Carry On, jouant de petits rôles dans Carry on Matron (1972) et Carry on Girls (1973) (les deux films mettaient également en vedette sa future collègue d'EastEnders, Barbara Windsor). Les autres rôles cinématographiques de Richard à cette époque comprenaient No Blade of Grass (1970), Gumshoe (1971) avec Albert Finney et les versions cinématographiques de On The Buses (1971), Bless this House (1972) et Are You Being Served? (1977). En apparaissant dans Are You Being Served?, elle a eu des rôles dans The Fenn Street Gang, Z-Cars et Bowler ainsi que des rôles récurrents dans Hogg's Back et Not on Your Nellie.

### EastEnders
L'année où Are You Being Served? s'est terminé, Wendy Richard a commencé à apparaître comme la matriarche Pauline Fowler dans le feuilleton de la BBC EastEnders, un rôle qu'elle a joué dès le premier épisode en 1985. Le personnage a été décrit comme une « légende » et une icône de la télévision, mais a également été élu 35e « personne la plus ennuyeuse de 2006 » (en étant le seul personnage fictif à apparaître sur la liste). Pauline a fait l'objet de documentaires télévisés, de livres sur les coulisses, de romans liés et de sketches comiques.
Le 10 juillet 2006, la BBC annonce la décision de Wendy Richard de quitter la série après plus de 20 ans. Jusqu'à la mort à l'écran de son personnage pour Noël 2006, elle était l'un des deux seuls membres de la distribution originale de ce programme à être apparue en continu depuis le premier épisode en 1985, avec Adam Woodyatt, qui jouait son neveu à l'écran Ian Beale.
En 2007, Wendy Richard reçoit un British Soap Award dans la catégorie « mention spéciale » (Special Achievement) pour son rôle dans EastEnders.

### Fin de carrière
Wendy Richard est intervenue régulièrement dans l'émission Just a Minute de la BBC Radio de 1989 à 1994. Elle est revenue pour l'itération télévisée du programme en 1999 et pour d'autres apparitions à la radio en 2002 et 2003. Wendy Richard a été interviewée sur Channel 4 Racing en août 1993, alors qu'elle était spectatrice aux courses de Sandown. Elle a mentionné qu'elle avait soutenu un cheval appelé Time of Grace en raison du lien de son nom avec Grace Brothers.
En 2000, Wendy Richard a été nommée membre de l'Ordre de l'Empire britannique (MBE) à l'occasion de l'anniversaire de la reine. À la fin de l'année 2006, Wendy Richard a été présentatrice invitée sur la série City Hospital de la BBC et le 31 mars 2007, elle a présenté le documentaire A Tribute to John Inman, pour BBC2. Elle a également donné des interviews pour la première fois depuis de nombreuses années, faisant des apparitions dans The Paul O'Grady Show, Big Brother's Little Brother, Loose Women, Parkinson et l'émission spéciale de Biography Channel Gloria's Greats avec Gloria Hunniford, entre autres.
En avril 2007, Wendy Richard a annoncé qu'elle jouerait un nouveau rôle pour la première fois depuis son départ d'EastEnders, dans une nouvelle sitcom écrite par David Croft intitulée Here Comes The Queen. Le projet est né après qu'elle a personnellement demandé à Croft d'écrire quelque chose pour elle. Wendy Richard avait commenté : « Le rôle est comme une ancienne version de Miss Brahms ». Un épisode pilote a été réalisé, considéré comme médiocre, et il n'a jamais été diffusé. En septembre 2007, il a été annoncé que Wendy Richard rejoindrait la deuxième série de la sitcom Benidorm d'ITV1 jouant un personnage «grande gueule et grossier» qui utilisait un fauteuil roulant ; son épisode a été diffusé en avril 2008. En janvier 2008, des publicités pour The Post Office mettant en vedette Wendy Richard (en tant que boulet de canon humain) ont commencé à être diffusées.
En février 2008, elle décroche le rôle de Mrs. Crump dans l'épisode Une poignée de seigle de la série télévisée Agatha Christie's Marple avec Julia McKenzie. Ce fut son dernier rôle, diffusé après sa mort en 2009.

### Cancer
En 1996, Richard a été diagnostiquée avec un cancer du sein. Elle a subi une intervention chirurgicale avec succès, mais a connu une récidive de la maladie en 2002,. Son cancer est entré en rémission après des années de traitement et elle a reçu un certificat de bonne santé en 2005. Des articles sur son départ d'EastEnders suggéraient que ses problèmes de santé n'avaient joué aucun rôle dans sa décision, mais parce que son personnage dans le feuilleton s'était remarié, au grand dam de Wendy Richard. Wendy Richard a dit plus tard qu'elle était partie à cause du stress et que son départ de la série l'avait libérée de tout stress. Elle est ensuite restée en contact avec les co-stars Bill Treacher, Natalie Cassidy, Todd Carty et James Alexandrou.
En janvier 2008, des cellules cancéreuses ont été trouvées dans son aisselle gauche et il a été rapporté dans le Sunday Express du 5 octobre 2008 qu'elle avait une forme agressive de cancer du sein. Une enquête plus approfondie a montré qu'il avait métastasé dans son rein gauche et ses os, y compris sa colonne vertébrale et ses côtes gauches. Elle a réalisé une émission d'une demi-heure, Wendy Richard: To Tell You the Truth, documentant les trois derniers mois de sa vie, qui a été diffusée sur BBC1 le 19 mars 2009.

### Décès

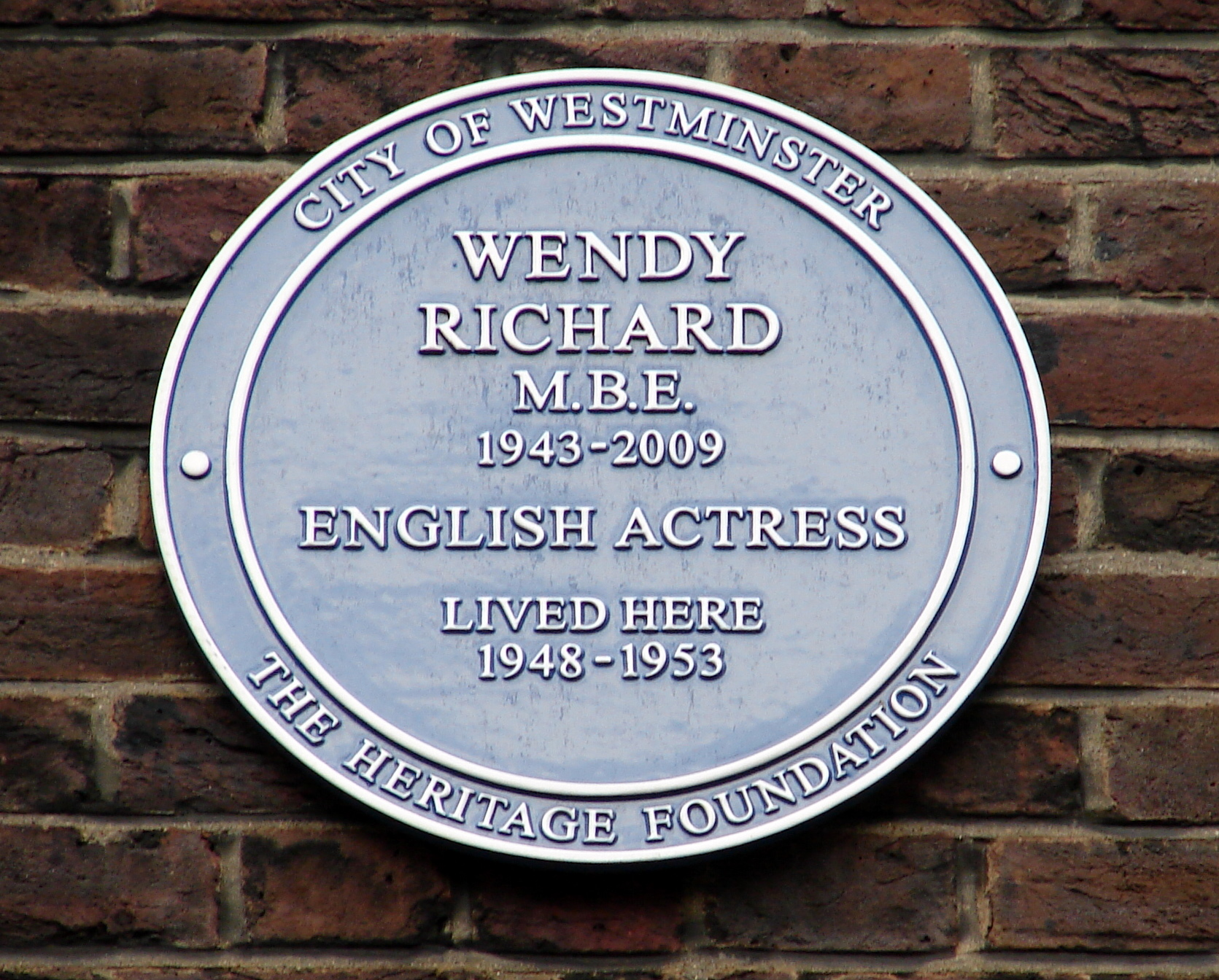
Plaque commémorative de la Heritage Foundation à The Shepherds Tavern à Londres à la mémoire de Richard.

L'agent de Richard, Kevin Francis, rapporte qu'elle était décédée le 26 février 2009 d'un cancer du sein, à l'âge de 65 ans, dans une clinique de Harley Street, à Londres. Son mari, John Burns, était à son chevet,. Francis déclare : « Elle était incroyablement courageuse et a conservé son sens de l'humour jusqu'à la fin ». Le jour de sa mort, l'épisode d'EastEnders de ce soir-là et un programme commémoratif, tous deux dédiés à Richard, sont diffusés sur BBC One. L'acteur Bill Treacher, le mari de Wendy Richard à l'écran, Arthur Fowler dans EastEnders, déclare que l'actrice était une « vraie professionnelle ».
Les funérailles de Wendy Richard, le 9 mars 2009 à l'église paroissiale de St Marylebone, sont suivies par de nombreux acteurs et de nombreux fans. Son corps a ensuite été incinéré lors d'un service privé au Golders Green Crematorium. Il est rapporté que l'actrice avait déjà planifié ses funérailles et rédigé son testament. En juillet 2009, David Croft, le créateur de Are You Being Served?, a dévoilé une plaque commémorative de la Heritage Foundation à The Shepherds Tavern dans le West End de Londres, que les parents de Wendy Richard avaient dirigé. Un certain nombre d'artistes étaient là pour lui rendre hommage.

## Vie privée
Wendy Richard a été mariée quatre fois. Son premier mariage était avec un éditeur de musique, Len Blach, en 1972, qui n'a duré que cinq mois. Pendant six ans, elle a vécu avec un directeur de publicité, Will Thorpe ; elle a épousé Thorpe en 1980, le quittant après 18 mois de mariage. Son troisième mariage, avec Paul Glorney, un poseur de tapis, a eu lieu à Westminster, Londres, en 1990. Ce mariage s'est terminé par un divorce quatre ans plus tard. Wendy Richard a ensuite vécu avec John Burns, un peintre et décorateur de 20 ans son cadet, dans le quartier de Marylebone à Londres. Ils ont vécu ensemble à partir de 1996 et se sont mariés le 10 octobre 2008 dans un hôtel de Mayfair. Ils sont restés ensemble jusqu'à sa mort quatre mois plus tard. Elle n'avait pas d'enfants.
Wendy Richard était une partisane du Parti conservateur. Elle était particulièrement favorable à Margaret Thatcher et à ses décisions politiques. Au cours de ses premières années sur EastEnders, les scénaristes ont donné à Richard un scénario dans lequel Pauline Fowler se lançait dans une tirade contre Thatcher, mais Wendy Richard a refusé de la déclamer.

## Filmographie

### Films
| Année | Titre                 | Rôle                         | Remarques               |
| ----- | --------------------- | ---------------------------- | ----------------------- |
| 1963  | The Contact           | Joyce                        | Rôle non crédité        |
| 1966  | Doctor in Clover      | Infirmière avec de faux cils | Rôle non crédité        |
| 1970  | Pas de brin d'herbe   | Claire                       |                         |
| 1971  | On the Buses          | Femme au foyer               |                         |
| 1971  | Détective             | Anne Scott                   |                         |
| 1972  | Bless This House      | Carole                       |                         |
| 1972  | Carry on Matron       | Mlle Willing                 |                         |
| 1973  | Carry On Girls        | Ida Downs                    |                         |
| 1975  | Naughty Girls         | Voix de filles               | Rôle vocal, non crédité |
| 1977  | Are you being Served? | Mlle Shirley Brahms          |                         |

### Télévision
| Année     | Titre                           | Rôle                                   | Notes                                                               |
| --------- | ------------------------------- | -------------------------------------- | ------------------------------------------------------------------- |
| 1961      | Spectacular                     | Fille                                  | 1 épisode : Sammy Meets the Girls                                   |
| 1962      | Dixon of Dock Green             | Jean Davis                             | 1 épisode : The Outlaws                                             |
| 1962      | Coronation Street               | Performer                              | 1 épisode: #194                                                     |
| 1962      | Harpers West One                | Susan Sullivan                         | 5 épisodes                                                          |
| 1962      | Bulldog Breed                   | Mandy Bradshaw                         | Épisode #1.7                                                        |
| 1962      | The Arthur Haynes Show          | Non créditée                           | Épisode #10.3                                                       |
| 1963      | ITV Television Playhouse        | Ouvrière brune                         | 1 épisode : The Wedding Dress                                       |
| 1963      | BBC Sunday-Night Play           | Ida Green                              | 1 épisode : The Holly Road Rig                                      |
| 1963      | First Night                     | Carol                                  | 1 épisode : The One Night of the Year                               |
| 1963      | ITV Play of the Week            | Miss Bufton                            | 1 épisode : London Wall                                             |
| 1964      | HMS Paradise                    | Genevieve                              | 1 épisode : Call Me Madam and I'll Punch You on the Nose            |
| 1964      | Danger Man                      | Sue                                    | 1 épisode : Don't Nail Him Yet                                      |
| 1964      | Don't I Look Like a Lord's Son? | The Girl                               | Téléfilm                                                            |
| 1964      | No Hiding Place                 | Smiler                                 | 1 épisode : An Eye for an Eye                                       |
| 1964–1965 | Six                             | The Girl                               | 2 épisodes : Don't I Look Like a Lord's Son? et The Day of Ragnarok |
| 1965      | The Hollywood Palace            | Dancing Extra, Captain Spaulding Scene | Non créditée                                                        |
| 1965      | The Sullavan Brothers           | Renee                                  | 1 épisode : Put Them Away for Keeps                                 |
| 1965      | Londoners                       | Patsy                                  | 1 épisode : Joe Nobody                                              |
| 1965      | The Likely Lads                 | Lynn                                   | 1 épisode : Last of the Big Spenders                                |
| 1965      | No Hiding Place                 | Linda Hooper                           | 1 épisode : The Hunted and the Hunters                              |
| 1965      | No Hiding Place                 | Janet                                  | 1 épisode : Hi-Jack                                                 |
| 1966      | Hugh and I                      | Sans nom                               | 4 épisodes                                                          |
| 1966      | Pardon the Expression           | Girl with Dog                          | 1 épisode : Rustle of Spring                                        |
| 1966      | Weavers Green                   | Jean                                   | Épisode #1.31                                                       |
| 1966      | ITV Play of the Week            | Fille en boîte de nuit (non créditée)  | 1 épisode : Plays of Married Life #1: A Catching Complaint          |
| 1966      | ITV Play of the Week            | Betty                                  | 1 épisode : Plays of Married Life #4: The Bright Side               |
| 1966      | BBC Play of the Month           | Sandra                                 | 1 épisode : The Making of Jericho                                   |
| 1967      | Turn Out the Lights             | Veronica Woods                         | 1 épisode : A Big Hand for a Little Lady                            |
| 1967      | The Wednesday Play              | Delphine                               | 1 épisode : The Voices in the Park                                  |
| 1967–1969 | The Newcomers                   | Joyce Harker                           | Rôle principal, 227 épisodes                                        |
| 1970      | Up Pompeii!                     | Soppia                                 | 1 épisode : The Ides of March                                       |
| 1970      | Carry On Again Christmas        | Kate                                   | Téléfilm                                                            |
| 1970      | Dad's Army                      | Edith Parish                           | 2 épisodes : The Two and a Half Feathers et Mum's Army              |
| 1971      | Dixon of Dock Green             | Barbara Walker                         | 1 épisode : Nightmare Hours                                         |
| 1971      | Please Sir!                     | Rita                                   | 1 épisode : The Pruning of the Hedges                               |
| 1971      | On the Buses                    | Elsie                                  | 1 épisode : The Busmen's Ball                                       |
| 1972      | Both Ends Meet                  | Maudie                                 | 7 épisodes                                                          |
| 1972      | Comedy Playhouse                | Miss Shirley Brahms                    | 1 épisode : Are You Being Served?                                   |
| 1972–1985 | Are You Being Served?           | Miss Shirley Brahms                    | Rôle principal, 69 épisodes                                         |
| 1972–1973 | Dad's Army                      | Shirley                                | 2 épisodes : The King Was in His Counting House et My British Buddy |
| 1973      | The Fenn Street Gang            | Myrna                                  | 1 épisode : Is That a Proposal, Eric?                               |
| 1973      | Z-Cars                          | Maureen Parker                         | 1 épisode : Big Jake                                                |
| 1973      | Bowler                          | Greta                                  | 1 épisode : Members Only                                            |
| 1975      | Not on Your Nellie              | Doris                                  | 6 épisodes                                                          |
| 1975      | The Dick Emery Show             | Non créditée                           | Épisode #14.6                                                       |
| 1975      | Hogg's Back                     | Pearl                                  | 6 épisodes                                                          |
| 1978      | Whodunnit?                      | Phyllis Collier                        | 1 épisode : A Safe Way to Die                                       |
| 1979      | The Little and Large Show       | Sans nom                               | 1 épisode                                                           |
| 1983      | West Country Tales              | Jill-Mother                            | 1 épisode : With Love, Belinda                                      |
| 1985–2006 | EastEnders                      | Pauline Fowler                         | Series regular ; 2058 épisodes                                      |
| 1992–1993 | Grace and Favour                | Miss Shirley Brahms                    | Rôle principal, 12 épisodes                                         |
| 1993      | Doctor Who: Dimensions in Time  | Pauline Fowler                         | Crossover caritatif entre Doctor Who et EastEnders                  |
| 2007      | Arena                           | Listeners' Comments                    | Voix                                                                |
| 2008      | Benidorm                        | Sylvia                                 | Épisode #2.5                                                        |
| 2008      | Agatha Christie's Marple        | Mrs Crump                              | 1 épisode : A Pocket Full of Rye                                    |
| 2008      | Here Comes the Queen            | Lilian                                 | Épisode #1.0                                                        |

## Honneur
L'astéroïde (45594) Wendyrichard a été nommé en son honneur.